# Goslineria
Goslineria is een geslacht van weekdieren uit de klasse van de Gastropoda (slakken).

## Soort
- Goslineria callosa Valdés, 2001